# جي ام سي دينالي

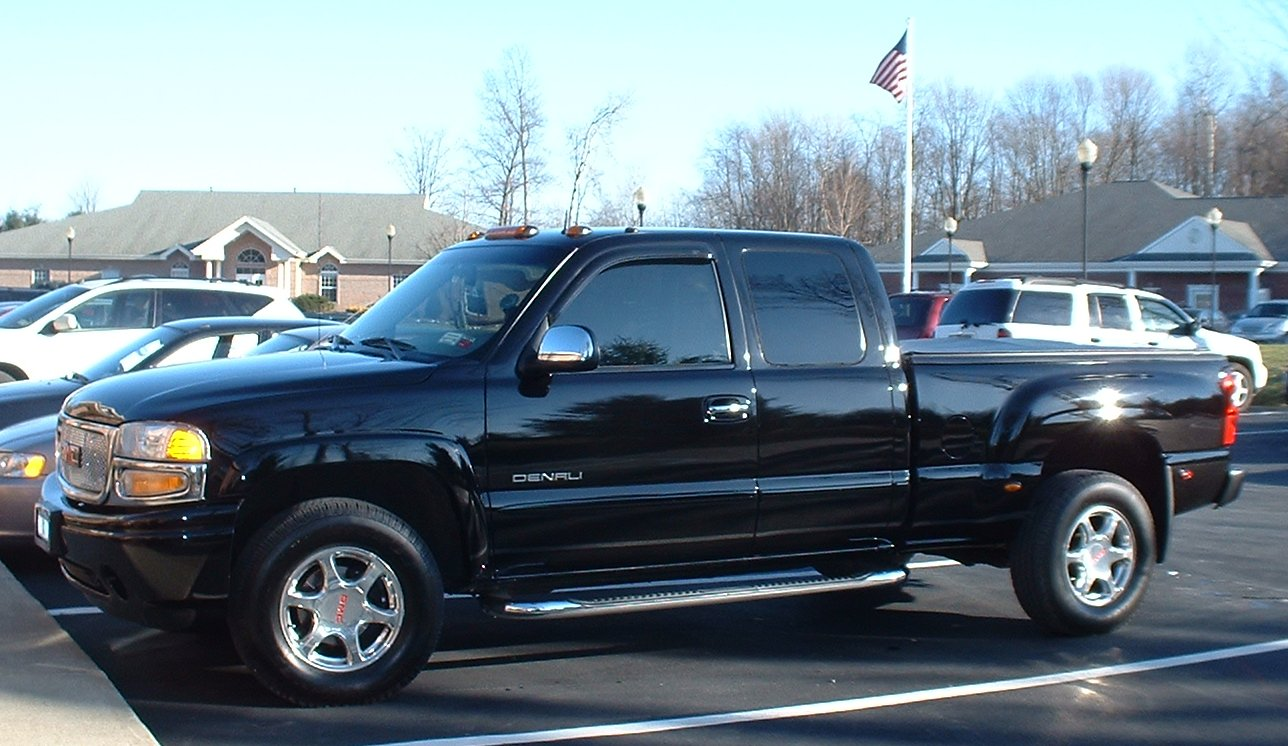
جي إم سي سييرا دينالي 2002

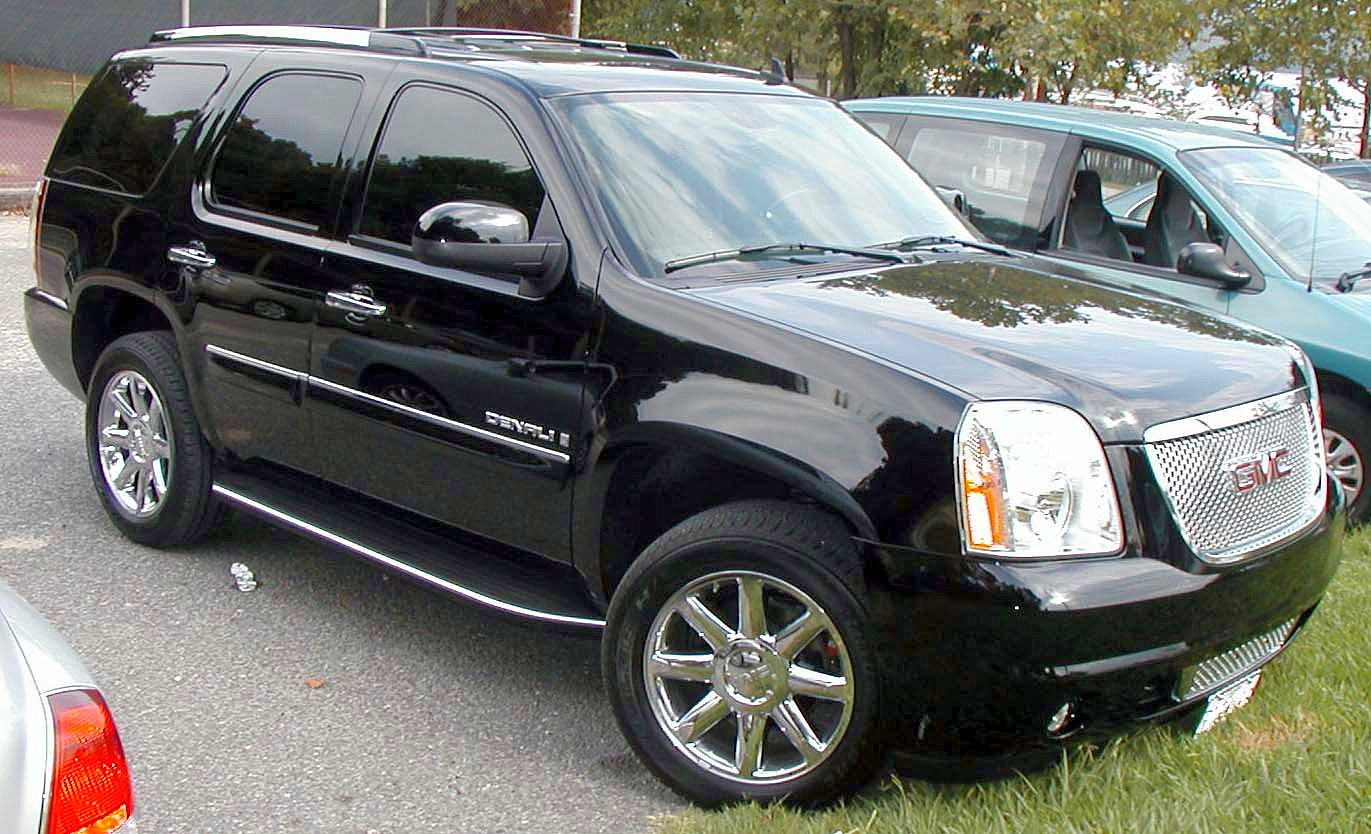
2007 جي إم سي يوكون دينالي

تستخدم العلامة التجارية جي ام سي دينالي من قبل شركة جي إم سي على شاحناتها وسيارات الدفع الرباعي المتميزة. المركبات التي تحمل علامة دينالي تكون أغلى بنسبة 47٪ من تلك المركبات العادية من نفس النوع. وكثيرا ما تستخدم علامة دينالي كرمز للمكانة، وعلى وجه الخصوص تحظى بشعبية كبديل أقل تكلفة لسيارة كاديلاك إسكاليد. باعت شركة جي ام سي أكثر من 75558 مركبة تحمل علامة دينالي والتي تمثل 20٪ من مبيعات جي إم سي، مما يجعلها واحدة من العلامات التجارية الفرعية الأكثر نجاحًا في جنرال موتورز، وكل ذلك دون أي إعلانات أو ترويج على الإطلاق.

## التاريخ
بدأت العلامة التجارية دينالي بالظهور في عام 1999 على سيارة جي إم سي يوكون.

## موديلات
| اسم المركبة         | نوع                                  | سنوات الانتاج         |
| ------------------- | ------------------------------------ | --------------------- |
| يوكون دينالي        | سيارة دفع رباعي كاملة الحجم          | 1999 إلى الوقت الحاضر |
| يوكون XL دينالي     | سيارة دفع رباعي كاملة الحجم          | 2001 إلى الوقت الحاضر |
| سييرا دينالي        | شاحنة بيك آب كاملة الحجم             | 2001 إلى الوقت الحاضر |
| إنفوي دينالي        | سيارات الدفع الرباعي متوسطة الحجم    | 2005-2009             |
| انفوي XL دينالي     | سيارات الدفع الرباعي متوسطة الحجم    | 2005-2009             |
| يوكون دينالي الهجين | سيارة دفع رباعي كاملة الحجم          | 2009-2012             |
| أكاديا دينالي       | كامل الحجم كروس سيارات الدفع الرباعي | 2011 إلى الوقت الحاضر |
| تيرين دينالي        | متوسطة الحجم كروس أوفر               | 2013 إلى الوقت الحاضر |
| كانيون دينالي       | شاحنة بيك آب متوسطة الحجم            | 2017 إلى الوقت الحاضر |